# Victoria Gibescu
Victoria Gibescu (n. 22 aprilie 1932, Măciuca, România) a fost o profesoară română de matematică, cunoscută pentru cariera sa didactică desfășurată în cadrul Colegiul Național „Mircea cel Bătrân” din Râmnicu Vâlcea.

## Biografie
După absolvirea Facultății de Matematică a Universității din București, a predat între anii 1954 și 1989, perioadă în care a coordonat catedra de matematică și a contribuit la pregătirea elevilor pentru olimpiade școlare. A redactat și publicat materiale metodice și a fost implicată în analiza programelor de învățământ în domeniul predării matematicii.
Pentru meritele sale în educație, a fost distinsă cu titlul de „profesor evidențiat” (1967) și ulterior, în 2019, cu titlul de cetățean de onoare al municipiului Râmnicu Vâlcea.

## Publicații
- Structuri algebrice izomorfe și neizomorfe (1968).[15]
- Studiul polinoamelor și al ecuațiilor algebrice în liceu (1976).[15]
- Metodica predării locurilor geometrice în gimnaziu și în liceu (1978).[15]
- Metodica predării axiomaticii la clasa a IX-a (1980).[16]